# Afroptilum bicorne
Afroptilum bicorne is een haft uit de familie Baetidae. De wetenschappelijke naam van de soort is voor het eerst geldig gepubliceerd in 1909 door Ulmer.
De soort komt voor in het Afrotropisch gebied.